# Серж Тель
Серж Тель (фр. Serge Telle, нар. 5 травня 1955, Нант, Франція) — французький дипломат, державний міністр Монако з 1 лютого 2016 до 1 вересня 2020 року.

## Життєпис
Місце народження — Нант, Франція. Здобув освіту в Національному інституті східних мов і цивілізацій і в Інституті політичних досліджень.
Як старший французький чиновник і дипломат Тель служив консулом і послом Франції в Монако з 2006 до 2016 року.
Призначений на посаду державного міністра Монако 1 лютого 2016 року, замінивши на ній Мішеля Роже.